# Georg Palma
Georg Palma (auch Gregorius Palm; * 27. Februar 1543 in Altdorf; † 20. April 1591 in Nürnberg) war ein deutscher Mediziner.

## Leben
Palmas Vater war Arzt, starb jedoch schon um 1551. Sein Stiefvater wurde der Apotheker Lienhard Stöberlein, der 1556 starb. Sein zweiter Stiefvater wurde Matthäus Berchner, ebenfalls ein Apotheker. In dieser Zeit war der spätere Humanist und Altenburger Superintendent Kaspar Melissander wahrscheinlich sein Hauslehrer.
Ab 1559 studierte Palma in Wittenberg Medizin, unter anderem bei Caspar Peucer. 1564 wechselte er nach Tübingen, wo er bei Leonhart Fuchs lernte. Palma widmete sich hier intensiv der Pflanzenkunde und legte ein eigenes Herbarium an, das bis heute erhalten ist. Ende 1565 setzte Palma sein Studium in Padua fort. Hier wurde die modernste Medizin gelehrt, die verstärkt empirische Ansätze einbezog. 1567 ging Palma dann an die Universität Ingolstadt, wo er im Januar 1568 promoviert wurde.
Noch 1568 wurde Palma als Arzt in Nürnberg zugelassen. Palma gilt als einer der Wegbereiter des 1592 in Nürnberg eingerichteten Collegium medicum. Er war musikbegeistert und Mitglied eines vielseitig interessierten Humanistenzirkels.
1569 heiratete Georg Palma Helena Baumgartner, die Tochter des Hieronymus Baumgartner, Ratsherr und Bürgermeister von Nürnberg sowie Brieffreund Luthers und Melanchthons. Baumgartner besaß selbst eine eigene Privatbibliothek. 1570 wurde Palma in Nürnberg in das städtische Kollegium der „Genannten“ gewählt.
Palma hatte schon während der Studienzeit eine eigene Bibliothek aufgebaut. Nach dem Studium kaufte er insbesondere medizinisches Fachschrifttum aus Nachlässen verstorbener Ärzte und Apotheker. Seine über 1000 Bände umfassende Bibliothek enthielt neben eigenen Vorlesungsmitschriften damals aktuelle medizinische Literatur, daneben pharmakologische Schriften, Arzneibücher, Seuchenschriften, Konsilienliteratur sowie Werke zur Anatomie, Hydrotherapie, Balneologie und Chirurgie. Erhalten sind auch handschriftliche Aufzeichnungen und Abschriften z. B. von Rezepten sowie eigene Praxistagebücher. Vielfach vertreten sind auch die Schriften des Paracelsus, mit denen Palma sich offensichtlich intensiv auseinandergesetzt hat. Neben medizinischer Literatur im weiteren Sinne enthält Palmas Bibliothek auch theologische Schriften, die Schriften antiker und moderner Philosophen sowie die Werke der lateinischen und griechischen Klassiker.
Palma kennzeichnete seine Bücher mit einem eigenen gedruckten Wappen-Exlibris. Die oft kunstvollen Renaissance-Einbände sind mit den Initialen G.P.N. (Georg Palma Norimbergensis) und der Jahreszahl der einzelnen Bände versehen.
Georg Palma starb im Alter von nur 48 Jahren. Das Grab auf dem Johannisfriedhof hat sich bis heute erhalten. Seine Bibliothek ging schon ein Jahr nach seinem Tod an die Stadtbibliothek Nürnberg über, wo sie bis heute erhalten ist.